# Thiania viridimicans
Thiania viridimicans är en spindelart som beskrevs av Simon 1901. Thiania viridimicans ingår i släktet Thiania och familjen hoppspindlar. Inga underarter finns listade i Catalogue of Life.